# Torre Gaia

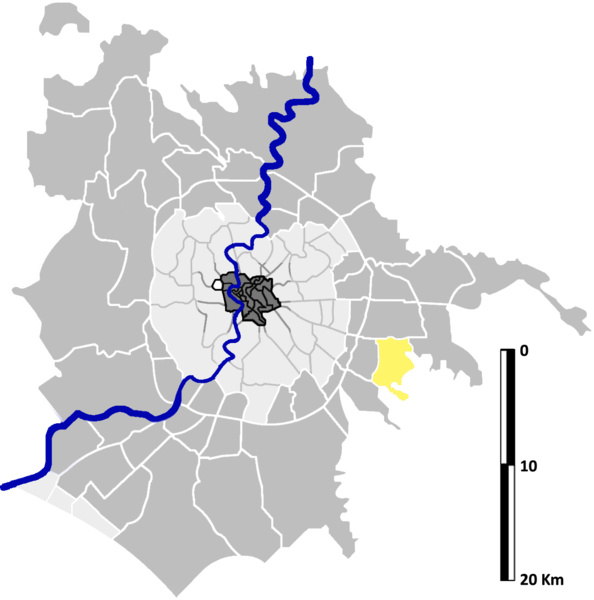
Lage von Torre Gaia in Rom

Torre Gaia bezeichnet die 17. Zone, abgekürzt als Z.XVII, der italienischen Hauptstadt Rom. Im Gegensatz zu den Rioni, Quartieri und Suburbi sind es die ländlicheren Gebiete von Rom. Sie gehört zum Municipio VI sowie VII und zählt 23.364 Einwohner (2016). Sie befindet sich im Osten der Stadt außerhalb der römischen Ringautobahn A90 und hat eine Fläche von 11,3754 km². Die Zona grenzt an die Gemeinde Frascati.

## Geschichte
Torre Gaia wurde am 13. September 1961 durch Beschluss des Commissario Straordinario gegründet. Damals wurde der Ager Romanus in 59 Zonen geteilt, denen eine römische Zahl zugeteilt und ein Z vorgestellt wurde. Davon wurden sechs an die neugegründete Gemeinde Fiumicino komplett ausgegliedert und drei weitere teilweise.

## Besondere Orte
- Santa Maria Causa Nostrae Laetitiae
- Santa Margherita Maria Alacoque a Torrenov
- San Bernardino da Siena
- Santa Maria Madre dell’Ospitalità
- Santa Maria Regina della Pace